# جيفري موناكانا
جيفري موناكانا (بالإنجليزية: Jeffrey Monakana)‏ (5 نوفمبر 1993 بمنطقة أنفيلد في المملكة المتحدة - ) هو لاعب كرة قدم بريطاني في مركز الوسط. لعب مع برايتون أند هوف ألبيون وبريستون نورث إيند وكولتشستر يونايتد ونادي أبردين ونادي أرسنال ونادي فولنتاري ونادي مانسفيلد تاون ونادي كارلايل يونايتد ونادي كرولي تاون ونادي بريستول روفيرز.

## وصلات خارجية
- جيفري موناكانا على موقع قاعدة بيانات كرة القدم.إي يو (الإنجليزية)
- جيفري موناكانا على موقع Soccerbase.com (لاعب) (الإنجليزية)
- جيفري موناكانا على موقع Soccerway.com (الإنجليزية)